# Żółkiew (gmina)
Gmina Żółkiew – dawna gmina wiejska funkcjonująca w latach 1941–1944 pod okupacją niemiecką w Polsce. Siedzibą gminy była Żółkiew, która stanowiła odrębną gminę miejską.
Gmina Żółkiew została utworzona przez władze hitlerowskie z terenów okupowanych przez ZSRR (vide rejon żółkiewski) w latach 1939–1941, stanowiących przed wojną:
- część gminy Dzibułki (Błyszczywody, Dzibułki, Nahorce, Przedrzymichy Małe i Przedrzymichy Wielkie), którą zniesiono,
- część gminy Mokrotyn (Macoszyn, Mokrotyn, Polany i Soposzyn), którą zniesiono,
- część gminy Nadycze (Smereków), którą zniesiono,
- część gminy Turynka (Wiązowa), której nie zniesiono.

Tereny te należały przed wojną  do powiatu żółkiewskiego w woj. lwowskim.
Gmina weszła w skład powiatu lwowskiego (Kreishauptmannschaft Lemberg), należącego do dystryktu Galicja w Generalnym Gubernatorstwie. W skład gminy wchodziły miejscowości: Błyszczywody, Dzibułki, Macoszyn, Mokrotyn, Nahorce, Polany, Przedrzymiechy Małe, Przedrzymiechy Wielkie, Smereków, Soposzyn i Wiązowa.
| Miejscowości / gromady                                                      | Rejon w ZSRR (1939–1941) | Gmina (II RP) | Powiat (II RP) |
| --------------------------------------------------------------------------- | ------------------------ | ------------- | -------------- |
| Macoszyn, Mokrotyn (z Mokrotynenm-Kolonią), Polany i Soposzyn               | żółkiewski               | Mokrotyn      | żółkiewski     |
| Wiązowa                                                                     | żółkiewski               | Turynka       | żółkiewski     |
| Błyszczywody, Dzibułki, Nahorce, Przedrzymichy Małe i Przedrzymichy Wielkie | kulikowski               | Dzibułki      | żółkiewski     |
| Smereków                                                                    | kulikowski               | Nadycze       | żółkiewski     |

Po wojnie obszar gminy włączono do ZSRR.